# Mirosternus angulatus
Mirosternus angulatus là một loài bọ cánh cứng thuộc họ Ptinidae.